# (32384) Scottbest
(32384) Scottbest est un astéroïde de la ceinture principale.

## Description
(32384) Scottbest est un astéroïde de la ceinture principale. Il fut découvert le 26 août 2000 à Socorro par le projet LINEAR. Il présente une orbite caractérisée par un demi-grand axe de 2,78 UA, une excentricité de 0,14 et une inclinaison de 9,3° par rapport à l'écliptique.

## Compléments